# Livingston (Wisconsin)

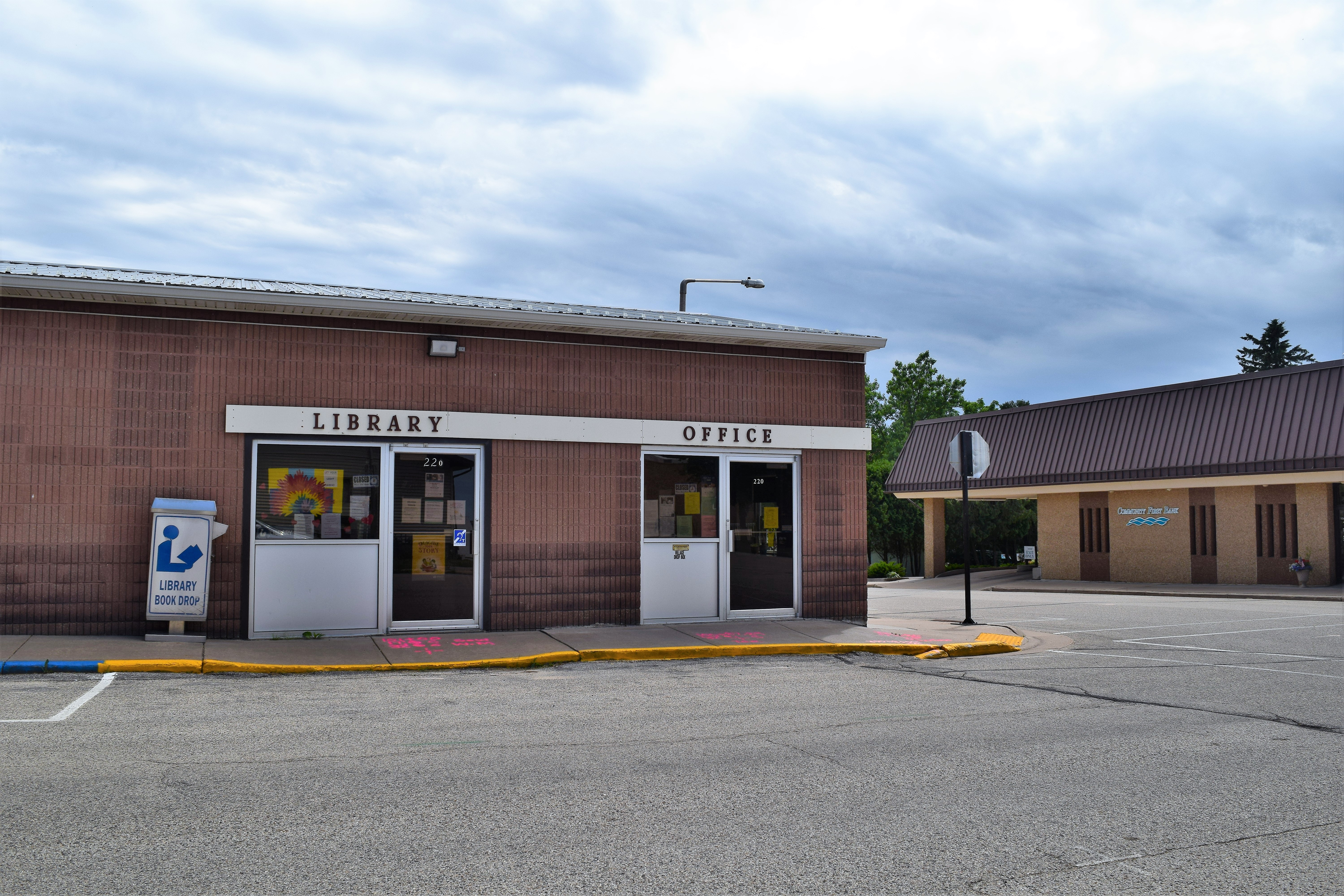
Bibliothèque de Livingston

Pour les articles homonymes, voir Livingston.
Livingston est un village américain situé dans les comtés de Grant et Iowa, dans l’État du Wisconsin. Sa population s’élevait à 664 habitants lors du recensement de 2010.

## Histoire
Un bureau de poste du nom de Livingston a ouvert en 1880. La localité a été nommée d’après Hugh Livingston, le premier propriétaire du site.

## Source
- (en) Cet article est partiellement ou en totalité issu de l’article de Wikipédia en anglais intitulé « Livingston, Wisconsin » (voir la liste des auteurs).